# Nothomiza lycauges
Nothomiza lycauges är en fjärilsart som beskrevs av Louis Beethoven Prout 1924. Nothomiza lycauges ingår i släktet Nothomiza och familjen mätare. Inga underarter finns listade i Catalogue of Life.